# Ḟ
Cette page contient des caractères spéciaux ou non latins. S’ils s’affichent mal (▯, ?, etc.), consultez la page d’aide Unicode.
Ḟ (minuscule : ḟ), appelé F point sucrit ou F point en chef, est un graphème qui était utilisé dans l’alphabet irlandais, et qui est utilisé dans certaines romanisations ALA-LC, GENUNG ou ISO/R 9:1968. Il s'agit de la lettre F diacritée d'un point suscrit.

## Utilisation

F point suscrit de l’écriture gaélique.

## Représentations informatiques
Le F point suscrit peut être représenté avec les caractères Unicode suivants :
- précomposé (latin étendu additionnel)[1] :

| forme     | représentation | chaîne de caractères | point de code | description                             |
| --------- | -------------- | -------------------- | ------------- | --------------------------------------- |
| capitale  | Ḟ              | Ḟ                    | U+1E1E        | lettre majuscule latine f point en chef |
| minuscule | ḟ              | ḟ                    | U+1E1F        | lettre minuscule latine f point en chef |

- décomposé (latin de base, diacritiques) :

| forme     | représentation | chaîne de caractères | point de code | description                                         |
| --------- | -------------- | -------------------- | ------------- | --------------------------------------------------- |
| capitale  | Ḟ              | F◌̇                   | U+0046 U+0307 | lettre majuscule latine f diacritique point en chef |
| minuscule | ḟ              | f◌̇                   | U+0066 U+0307 | lettre minuscule latine f diacritique point en chef |

Il peut aussi être représenté avec des anciens codages ISO/CEI 8859-14 :
- capitale Ḟ : B0
- minuscule ḟ : B1